# Brohmer Ei

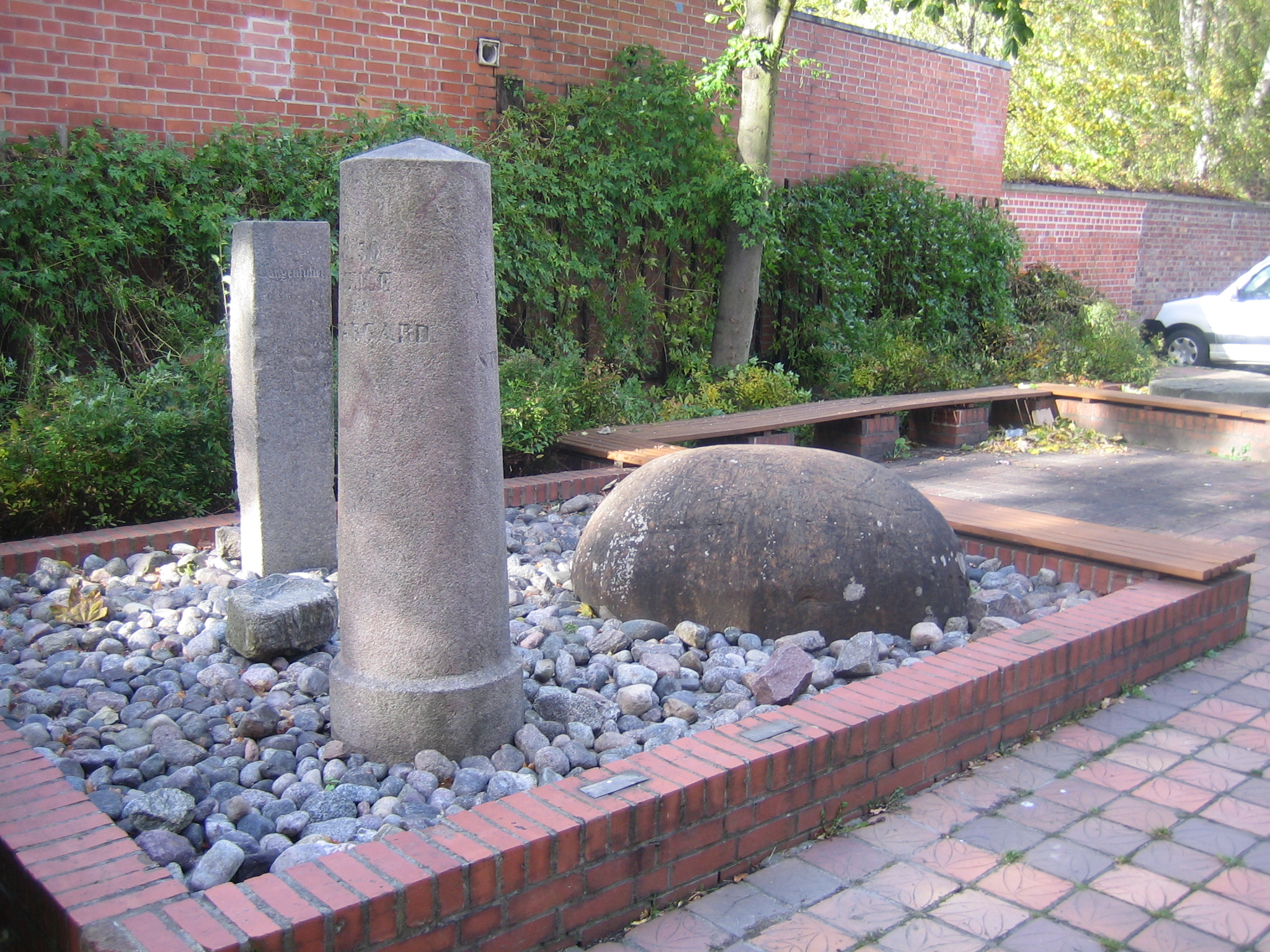
Brohmer Ei neben zwei Säulen

Das Brohmer Ei ist ein Findling in Neubrandenburg im Landkreis Mecklenburgische Seenplatte. Der als Geotop mit der Nr. G2_102 ausgewiesene Stein befindet sich in der Pontanusstraße in einem Hochbeet westlich des ehemaligen Franziskanerklosters.
Der wegen seiner eiartigen Form so genannte Stein ist etwa 1,8 m lang, 1,2 m breit und 1 m hoch. Er besteht aus einem mittelkörnigen Sandstein mit Tongallen in den Lagen. Findlinge aus Sedimentgestein mit Ausdehnungen über 1 m stehen in Mecklenburg-Vorpommern unter Naturschutz. Vermutlich handelt es sich bei dem Sedimentgestein um Rhät-Lias aus Schonen oder von der Insel Bornholm.
Der Findling befand sich bis in die zweite Hälfte des 20. Jahrhunderts im Gutspark von Brohm bei Friedland. Zu DDR-Zeiten wurde er auf Veranlassung Paul Schumachers, des damaligen Leiters des Bezirksmuseums Neubrandenburg, in die Bezirksstadt gebracht. Abweichend von der ursprünglichen Lage wurde der Stein mit der flachen Seite nach unten abgelegt.
Wegen einer muldenförmigen, etwa 15 cm langen Vertiefung in der Unterseite, die als „Frauenschuh“ bezeichnet wird, wurde vermutet, dass es sich um einen Schälchenstein handeln könnte. Das Landesamt für Kultur und Denkmalpflege Mecklenburg-Vorpommern kam jedoch zu der Auffassung, dass eine Bearbeitung des Steins durch Menschen auszuschließen ist und die Vertiefung auf Unregelmäßigkeiten im Sandstein beruht.